# Pseudepidalea pewzowi
Pseudepidalea pewzowi är en groddjursart som först beskrevs av Jacques von Bedriaga 1898.  Pseudepidalea pewzowi ingår i släktet Pseudepidalea och familjen paddor. Inga underarter finns listade i Catalogue of Life.